# ジェフリー・A・ランディス
ジェフリー・A・ランディス（Geoffrey A. Landis, 1955年5月28日 – ）は、アメリカ合衆国の科学者、SF作家。
ミシガン州デトロイト生まれ。マサチューセッツ工科大学で物理学と電子工学を学び、ブラウン大学で固体物理学の博士号を取得した。
1989年にネビュラ賞、1992年と2003年にヒューゴー賞、2001年にローカス賞を受賞した。

## 受賞歴
- ネビュラ賞 短編小説部門　1989年　（Ripples in the Dirac Sea（『ディラック海のさざなみ』）に対して）
- ヒューゴー賞 短編小説部門　
  - 1992年 （A Walk in the Sun（『日の下を歩いて』）に対して）
  - 2003年 （en:Falling Onto Mars（『人は空から降ってきた』）に対して）
- ローカス賞 第一長篇部門　2001年　（en:Mars Crossing（『火星縦断』）に対して）

## 主な著書
- Myths, legends, and true history (1991)
- Mars Crossing（『火星縦断』） (2001)
- Impact Parameter (and Other Quantum Realities) (2001)
- Iron Angels (2009)

## 日本語訳された作品
- 『火星縦断』（小野田和子訳、早川書房） 2006年